# Любарська селищна рада
Лю́барська се́лищна ра́да (до 1925 року — Любарська сільська рада)  — орган місцевого самоврядування Любарської селищної громади Житомирського району Житомирської області. Розміщення — селище міського типу Любар.

## Склад ради

### VIII скликання
Рада складається з 26 депутатів та голови.
На чергових місцевих виборах 25 жовтня 2020 року було обрано 26 депутатів ради, з них (за суб'єктами висування): «Європейська Солідарність» — 6, «За майбутнє» та «Наш Край» — по 5, «Слуга народу» та Всеукраїнське об'єднання «Батьківщина» — по 3, «Опозиційна платформа — За життя» та «Сила і честь» — по 2.
Головою громади обрали позапартійного самовисуванця Володимира Герасимчука, чинного Любарського селищного голову.

### Перший склад ради громади (2017р.)
Перші вибори депутатів оновленої ради та голови громади відбулись 29 жовтня 2017 року. Було обрано 26 депутатів, серед яких 16 самовисуванців, 4 представники «Батьківщини», 2 — Всеукраїнське об'єднання «Свобода», по одному депутатові завели до ради Аграрна партія України, Об'єднання «Самопоміч», Радикальна партія Олега Ляшка та «Опозиційний блок». Серед депутатів-самовисуванців 11 членів партії БПП «Солідарність» та 5 — позапартійні.
Головою громади обрали безпартійного самовисуванця Володимира Герасимчука, чинного Мотовилівського сільського голову.

### VI скликання
За результатами місцевих виборів 2010 року депутатами ради стали:

#### За суб'єктами висування
| Суб'єкт висування | Кількість обраних депутатів | %    |
| ----------------- | --------------------------- | ---- |
| Самовисування     | 12                          | 75   |
| Партія регіонів   | 3                           | 18,8 |
| Народна партія    | 1                           | 6,3  |

#### За округами
| № округу        | Прізвище, ім'я, по батькові      | Дата визнання обраним | Освіта             | Партійна приналежність                        | Відомості про обраного депутата                                  |
| --------------- | -------------------------------- | --------------------- | ------------------ | --------------------------------------------- | ---------------------------------------------------------------- |
| Народна Партія  |                                  |                       |                    |                                               |                                                                  |
| 7               | Парфенюк Микола Петрович         | 03.11.2010            | вища               | член Народної партії                          | пенсіонер                                                        |
| Партія регіонів |                                  |                       |                    |                                               |                                                                  |
| 1               | Колтунович Тарас Васильович      | 03.11.2010            | вища               | член Партії регіонів                          | тимчасово не працює                                              |
| 8               | Гнатишин Володимир Васильович    | 03.11.2010            | вища               | член Партії регіонів                          | Любарський професійний ліцей, майстер                            |
| 11              | Скрипченко Володимир Миколайович | 03.11.2010            | вища               | член Партії регіонів                          | Любар РЕМ, майстер дільниці                                      |
| Самовисування   |                                  |                       |                    |                                               |                                                                  |
| 2               | Нагаюк Людмила Павлівна          | 03.11.2010            | вища               | позапартійна                                  | ТОВ «Агропродукт», директор                                      |
| 3               | Соляр Віталій Миколайович        | 03.11.2010            | вища               | позапартійний                                 | Приватний нотаріус                                               |
| 4               | Канчура Раїса Кирилівна          | 03.11.2010            | вища               | позапартійна                                  | КРУ в Любарському районі, головний контролер-ревізор             |
| 5               | Мельник Тетяна Володимирівна     | 10.01.2011            | середня спеціальна | позапартійна                                  | Любарська селищна рада, діловод                                  |
| 6               | Лесик Сергій Василльович         | 03.11.2010            | середня спеціальна | позапартійний                                 | Районний суд, розпорядник                                        |
| 9               | Канчура Оксана Анатоліївна       | 03.11.2010            | вища               | член Всеукраїнського об'єднання «Батьківщина» | тимчасово не працює                                              |
| 10              | Пахомов Володимир Сергійович     | 10.01.2011            | вища               | позапартійний                                 | приватний підприємець                                            |
| 12              | Чека Ірина Юріївна               | 03.11.2010            | вища               | позапартійна                                  | приватний підприємець                                            |
| 13              | Гуральський Вацлав Феліксович    | 03.11.2010            | вища               | позапартійний                                 | адвокат                                                          |
| 14              | Водяний Вадим Михайлович         | 03.11.2010            | середня спеціальна | позапартійний                                 | приватний підприємець                                            |
| 15              | Мшанецька Світлана Іванівна      | 03.11.2010            | середня спеціальна | позапартійна                                  | тимчасово не працює                                              |
| 16              | Кукса Ірина Анатоліївна          | 03.11.2010            | вища               | позапартійна                                  | Любарська селищна рада, спеціаліст по веденню військового обліку |

## Керівний склад попередніх скликань
| ПІБ                              | Основні відомості                                                              | Суб'єкт висування | Дата обрання | Дата звільнення |
| -------------------------------- | ------------------------------------------------------------------------------ | ----------------- | ------------ | --------------- |
| Поліщук Сергій Володимирович     | Селищний голова, 1955 року народження                                          |                   | 26.03.2006   | 31.10.2010      |
| Поліщук Сергій Володимирович     | Селищний голова, 1955 року народження, освіта середня спеціальна, безпартійний |                   | 31.10.2010   | 24.10.2014      |
| Герасимчук Володимир Миколайович | Селищний голова, 1989 року народження, освіта вища, безпартійний               | Самовисування     | 29.10.2017   | 25.10.2020      |
| Герасимчук Володимир Миколайович | Селищний голова, 1989 року народження, освіта вища, безпартійний               | Самовисування     | 25.10.2020   |                 |

Примітка: таблиця складена за даними сайту Верховної Ради України

## Історія
Утворена в 1923 році, як сільська рада, в містечку Любар (Новий та Старий Любар). 23 листопада 1925 року було утворено єврейську містечкову раду в складі населених пунктів Новий Любар та Старий Любар. 8 січня 1926 року сільську раду було реорганізовано до рівня селищної. 
Станом на 1 вересня 1946 року селищна рада входила до складу Любарського району Житомирської області, на обліку в раді перебувало смт Любар.
7 січня 1963 року до складу ради було включено села Новий Любар та Юрівку ліквідованої Юрівської сільської ради Любарського району. Була відновлена 26 червня 1992 року в попередньому складі.
Станом на 1 січня 1972 року селищна рада входила до складу Любарського району Житомирської області, на обліку в раді перебували смт Любар та села Новий Любар і Юрівка.
До 20 листопада 2017 року — адміністративно-територіальна одиниця у Любарському районі Житомирської області з територією 2,222 кв. км, населенням — 2 153 особи (станом на 1 січня 2014 року) та підпорядкуванням смт Любар.
Входила до складу Любарського (7.03.1923 р.; 4.01.1965 р.) та Дзержинського (30.12.1962 р.) районів.

### Населення
Кількість населення ради, станом на 1923 рік, становила 3 149 осіб, кількість дворів — 347.
Відповідно до перепису населення СРСР, станом на 17 грудня 1926 року, чисельність населення ради становила 4 605 осіб, з них, за статтю: чоловіків — 2 132, жінок — 2 473; етнічний склад: українців — 664, росіян — 23, євреїв — 3 835, поляків — 81, інші — 2. Кількість господарств — 660.
Кількість населення ради, станом на 1931 рік, складала 4 939 осіб.
Відповідно до результатів перепису населення СРСР, кількість населення ради, станом на 12 січня 1989 року, становила 2 727 осіб.
Станом на 5 грудня 2001 року, відповідно до перепису населення України, кількість мешканців селищної ради становила 2 482 особи.